# Craig Mello
Craig Cameron Mello (sinh ngày 18 tháng 10 năm 1960) là một nhà sinh vật học người Mỹ và là giáo sư về dược phẩm phân tử tại trường y thuộc Đại học Massachusetts ở Worcester, Massachusetts. Ông đã được trao giải Nobel năm 2006 về Sinh lý học và Y khoa, cùng với Andrew Z. Fire, vì đã phát hiện ra can thiệp RNA. Nghiên cứu này được thực hiện tại Trường Y khoa Đại học Massachusetts và xuất bản năm 1998. Mello đã từng là điều tra viên của Viện Y học Howard Hughes từ năm 2000.

## Đầu đời
Mello sinh tại New Haven, Connecticut vào ngày 18 tháng 10 năm 1960. Ông là con thứ ba của James và Sally Mello. Cha ông, James Mello, là một nhà cổ sinh vật học và mẹ ông, Sally Mello, là một nghệ sĩ. Ông bà nội của ông di cư sang Hoa Kỳ từ các hòn đảo Azerbaijan của Bồ Đào Nha. Cha mẹ ông đang học tại Đại học Brown và những đứa trẻ đầu tiên trong gia đình họ theo học đại học. Ông bà của ông đã rời trường học ở lứa tuổi thanh thiếu niên để làm việc cho gia đình của họ. James Mello đỗ tiến sĩ về ngành cổ sinh vật học từ Đại học Yale năm 1962. Gia đình Mello chuyển đến Falls Church ở miền bắc Virginia để James có thể tham gia Cục khảo sát Địa chất Hoa Kỳ (USGS) ở Washington, DC. Ông được nuôi dạy theo đạo Thiên Chúa giáo.
Sau một thời gian ngắn ở Falls Church, gia đình chuyển đến Fairfax, Virginia, khi James Mello chuyển từ USGS sang vị trí trợ lý giám đốc tại Bảo tàng Lịch sử Tự nhiên Smithsonian. Trong số những kỷ niệm đẹp nhất của Craig là chuyến đi thực địa với cha và cả gia đình đến Colorado và Wyoming cùng với những chuyến đi thường xuyên hơn đến dãy núi Blue Ridge ở Virginia.
Gia đình Mello có một truyền thống rất thường xuyên về các cuộc thảo luận xung quanh bàn ăn tối và trải nghiệm này rất quan trọng đối với Mello. Cậu học cách tranh luận, lắng nghe, và học hỏi điều đó khi anh ta sai về một việc. Mello không học tốt ở trường, những cuộc thảo luận hàng ngày này đã góp phần xây dựng lòng tự tin và lòng tự trọng của ông. Mello cố gắng học trong vài năm đầu tiên ở lớp. Mello bắt đầu học lớp một khi năm tuổi ở trường tư thuộc địa phương bởi vì ông còn quá nhỏ để bước vào lớp một trong hệ thống công cộng. Mello không biết mình là người học chậm, hay không quan tâm, nhưng cậu không học tốt cho đến lớp bảy. Ở lớp hai, Mello chỉ giả vờ là cậu có thể đọc và cảm thấy xấu hổ khi được mời vào lớp. Cậu thích chơi ngoài trời, trong rừng và thung lũng nhỏ hơn, bằng thời gian dành cho lớp học. Trong khi đó, anh chị em ruột của Mello là sinh viên mẫu mực, được các giáo viên kỳ vọng. Trong những năm đầu tiên này, Mello không nghi ngờ gì về việc ông sẽ là một nhà khoa học khi lớn lên.
Millo hiện là cha của hai cô con gái.

## Giáo dục
Mello đã học tại Fairfax High School (Fairfax, Virginia). Sau khi nhận được bằng tốt nghiệp trung học, Mello tiếp tục học tại Đại học Brown thuộc ngành sinh vật học và sinh học phân tử. Ông nhận được Sc.B. từ Brown năm 1982.
Mello đã học tại Đại học Colorado, Boulder để nghiên cứu sâu hơn về sinh học phân tử và sinh vật học cùng với David Hirsh. Sau khi Hirsh quyết định chọn học ngành công nghiệp, Mello chuyển đến Đại học Harvard, nơi ông có thể tiếp tục nghiên cứu với Dan Stinchcomb. Mello hoàn thành luận án tiến sĩ tại Đại học Harvard năm 1990. Ông học nghiên cứu sinh thuộc Trung tâm Nghiên cứu Ung thư Fred Hutchinson trong phòng thí nghiệm của tiến sĩ James Priess.

## Giải thưởng Nobel
Nhận được giải Nobel Sinh lý học hay Y học 2006 cùng với Giáo sư Andrew Fire, cho việc phát hiện ra can thiệp RNA. Ngoài ra, ông còn nhận được một số giải thưởng khoa học để ghi nhận sự đóng góp quan trọng của họ trong việc tìm hiểu cơ chế tắt tiếng gen trong tế bào, mở ra các phương pháp điều trị mới đối với một số bệnh di truyền như ung thư.
Nghiên cứu của Mello và Fire, được thực hiện tại Viện Carnegie Khoa học (Fire) và Trường Đại học Y khoa Massachusetts (Mello) đã chỉ ra rằng thực tế RNA đóng một vai trò quan trọng trong việc điều chỉnh gen. Theo giáo sư Nick Hastie, giám đốc của Tổ chức Genetics Con người của Hội đồng Nghiên cứu Y khoa, cho biết:
| “ | "Thật là bất thường đối với một tác phẩm hoàn toàn cách mạng hóa toàn bộ cách chúng ta suy nghĩ về quy trình và quy định sinh học, nhưng điều này đã mở ra một lĩnh vực sinh học." | ” |

## Quan điểm triết học
Mello ngưỡng mộ và làm việc với Stephen J. Gould và đã được lấy cảm hứng từ những bài tiểu luận của ông về lịch sử tự nhiên và triết học khoa học.
Ông tin rằng "Cuộc tranh luận về tôn giáo với tôn giáo đã kết thúc" và có thể "đoàn kết tính hợp lý và tâm linh trong một thế giới quan mà cử hành các bí ẩn của sự tồn tại và truyền cảm hứng cho mỗi người để đạt được một mục tiêu cao hơn trong cuộc đời"

Trong bài phát biểu nhận giải vào tháng 10 năm 2015 của mình về giải thưởng Hữu nghị Trung Quốc từ thủ tướng Lý Khắc Cường Mello nói,
"Khoa học là một con đường dẫn cho con người tìm hiểu về thế giới của họ, nó giúp chúng ta tạo ra kiến thức mới và thúc đẩy nền văn hoá của chúng ta. Có rất nhiều lực lượng chia rẽ con người, những rào cản về ngôn ngữ, các nhà khoa học cho rằng chúng ta chia sẻ một lịch sử sâu sắc như là một sự kết hợp giữa các thế lực, sự kết hợp của chúng ta và đưa chúng ta đến với nhau để giải quyết vấn đề và hiểu được vị trí của chúng ta trên thế giới. Chúng ta có thể chia sẻ số phận chung với tư cách là cư dân của một hành tinh nhỏ bé và mong manh."— Craig Mello 2006 China Friendship Award

## Tham gia vào công nghệ sinh học RNAi
Mello tham gia vào một số công ty công nghệ sinh học RNAi. Ông là đồng sáng lập của RXi Pharmaceuticals, nơi ông là Chủ tịch của Ban cố vấn khoa học. Gần đây, ông đã tham gia Hội đồng Tư vấn Công nghệ Beeologics Lưu trữ ngày 28 tháng 12 năm 2009 tại Wayback Machine, một công ty tập trung phát triển các sản phẩm RNAi cho sức khoẻ, mật ong, các ứng dụng thú y và nông nghiệp khác, theo Mello, "rất có thể sẽ là công ty đầu tiên được FDA chấp thuận cho một liệu pháp RNAi ". Vào tháng 9 năm 2011, Monsanto đã mua lại Beeologics.

## Giải thưởng và danh dự
(Theo năm dương lịch của giải thưởng )
- Người đồng nhận (với Andrew Fire) của Học viện Khoa học Quốc gia Giải thưởng về Sinh học phân tử năm 2003.
- Người đồng nhận (với Andrew Fire, Thomas Tuschl và David Baulcombe) của giải Wiley trong Khoa học Y sinh học từ Đại học Rockefeller năm 2003.
- Viện Hàn lâm Khoa học Quốc gia Hoa Kỳ năm 2005.
- Người đồng nhận (với Victor Ambros, Andrew Fire và Gary Ruvkun) của Giải thưởng Lewis S. Rosenstiel của Đại học Brandeis cho Nghiên cứu Y khoa nổi tiếng năm 2005.
- Người đồng nhận (với Andrew Fire) của Giải quốc tế Quỹ Gairdner năm 2005.
- Người đồng nhận (với Andrew Fire và David Baulcombe) của giải Massry năm 2005.
- Người đồng nhận (với Andrew Fire) giải Paul Ehrlich và Ludwig Darmstaedter năm 2006.
- Giải thưởng Dr. Paul Janssen cho Nghiên cứu Y sinh học của Johnson & Johnson vào năm 2006.
- Người đồng nhận (với Andrew Fire) của Giải Nobel Sinh lý học và Y khoa năm 2006.
- Nhận bằng tiến sĩ của Đại học Brown năm 2007. Ông đã có bài phát biểu chính tại Lễ Khai Trương.
- Nhận bằng tiến sĩ của Trường Simmons vào năm 2008.
- Người nhận Giải thưởng Quỹ Hy vọng về Nghiên cứu cơ bản năm 2008.